# Nyen

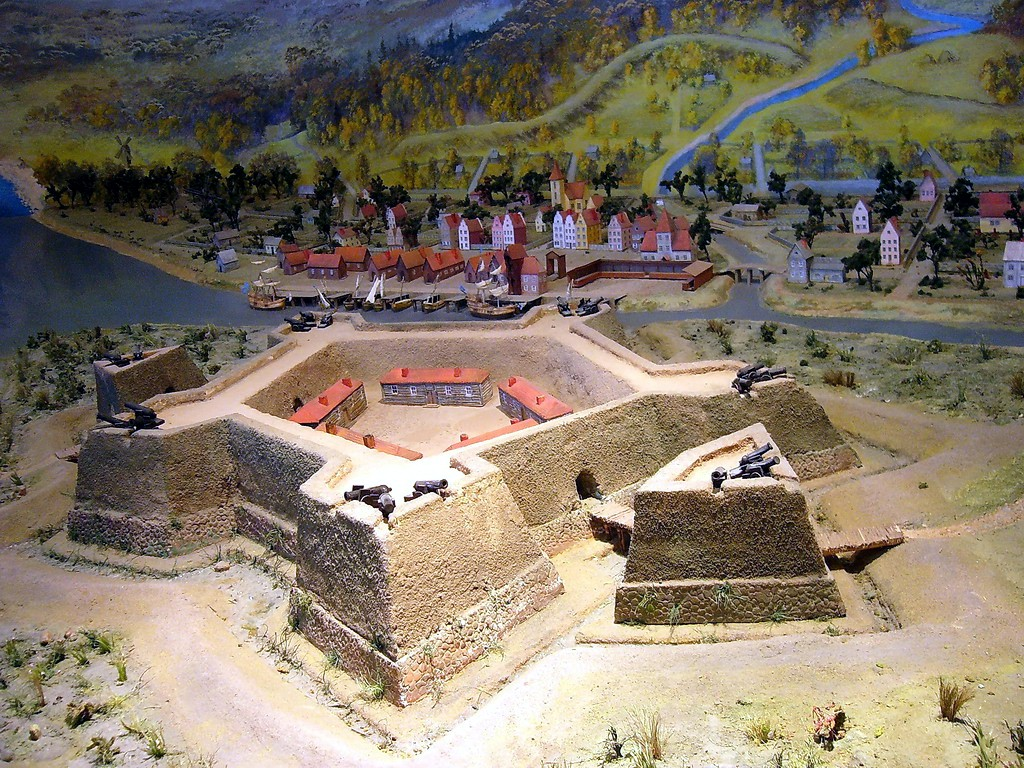
Makieta Nyen

Nyen (fiń. Nevanlinna) – dawne miasto u ujścia Ochty do Newy, w lokalizacji dzisiejszego Petersburga. Zostało założone w roku 1632 decyzją króla Gustawa II Adolfa, jako ekonomiczny eksperyment, polegający na budowie miast w dogodnych lokalizacjach w Ingrii i Karelii. Nyen powstało wokół istniejącej już w tym miejscu twierdzy Nienszanc, wybudowanej przez Szwedów w 1611 roku.
Miasto szybko zyskało na znaczeniu jako punkt tranzytowy pomiędzy Rosją a Szwecją, ale także jako port handlowy dla krajów zachodnich, m.in. Holandii. Szybko stało się centrum handlowym oraz administracyjnym całej Ingrii. W 1656 roku Nyen zostało poważnie uszkodzone w wyniku rosyjskiego ataku. Po tym wydarzeniu podupadło, a administracja regionu została przeniesiona do Narwy.
Ostateczny koniec miasta nastąpił w roku 1703, kiedy zostało oblężone przez wojska Piotra Wielkiego. 14 maja Nyen poddało się, a car założył na jego miejscu twierdzę Piotra i Pawła oraz miasto Sankt Petersburg.